# Tomicobia tibialis
Tomicobia tibialis är en stekelart som beskrevs av William Harris Ashmead 1904. Tomicobia tibialis ingår i släktet Tomicobia och familjen puppglanssteklar. Inga underarter finns listade i Catalogue of Life.